# بیلیاسان
بیلیاسان (به لاتین: Bilyasan) یک منطقه مسکونی در جمهوری آذربایجان است که در شهرستان خیزی واقع شده‌است.